# Florinuskirche (Ramosch)

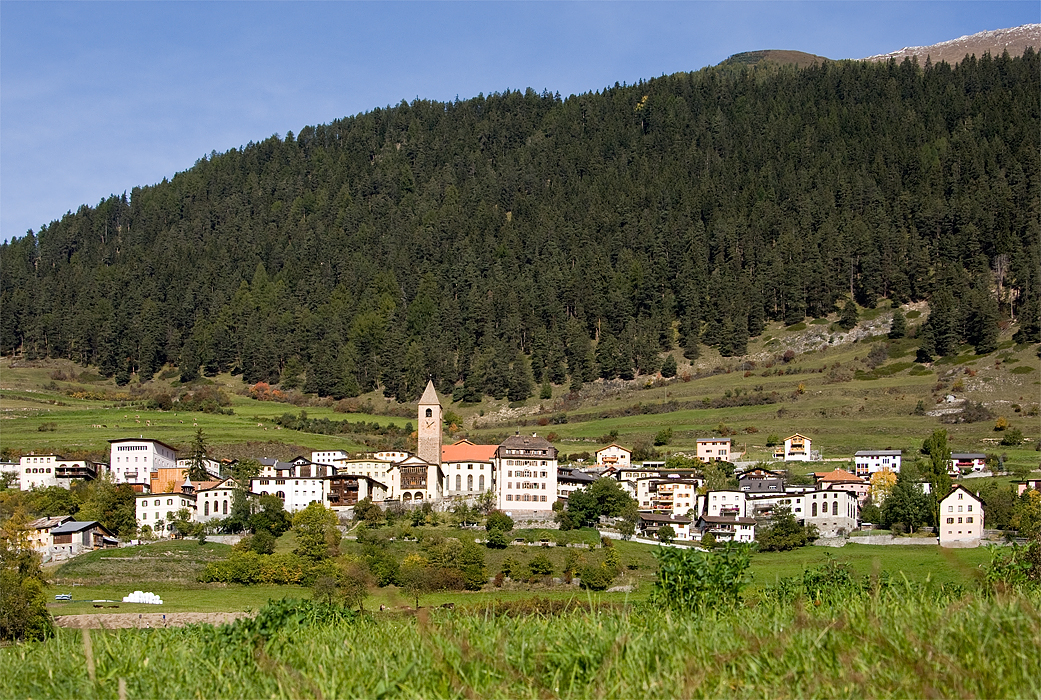
Die das Dorfbild bestimmende Florinuskirche

Die Florinuskirche (rätoromanisch Baselgia San o. Sonch Flurin) in Ramosch im Unterengadin ist nach der Churer Martinskirche die zweitgrösste reformierte Kirche im Kanton Graubünden. Sie hat ein Fassungsvermögen von fast 450 Personen und gründet in ihrer jetzigen Gestalt auf einem 1522 durch Bernhard von Puschlav (Steinmetz) fertiggestellten spätgotischen Neubau. Die Florinuskirche gehört zu den charaktervollsten spätgotischen Bauten Graubündens und steht unter kantonalem Denkmalschutz. Die Kirche ist durchgehend für die Öffentlichkeit zugänglich.

## Geschichte und Baugeschichte

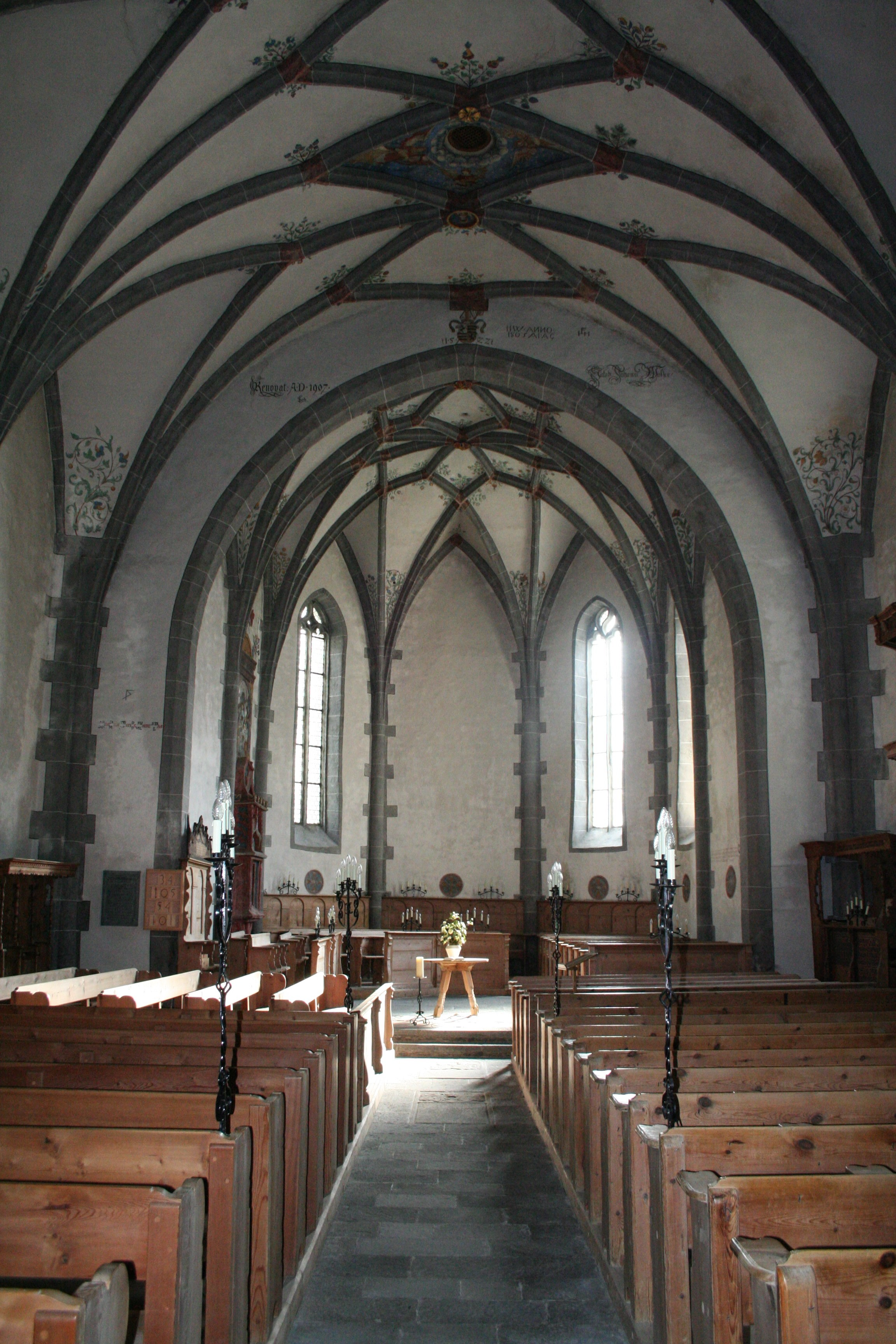
Das Kircheninnere

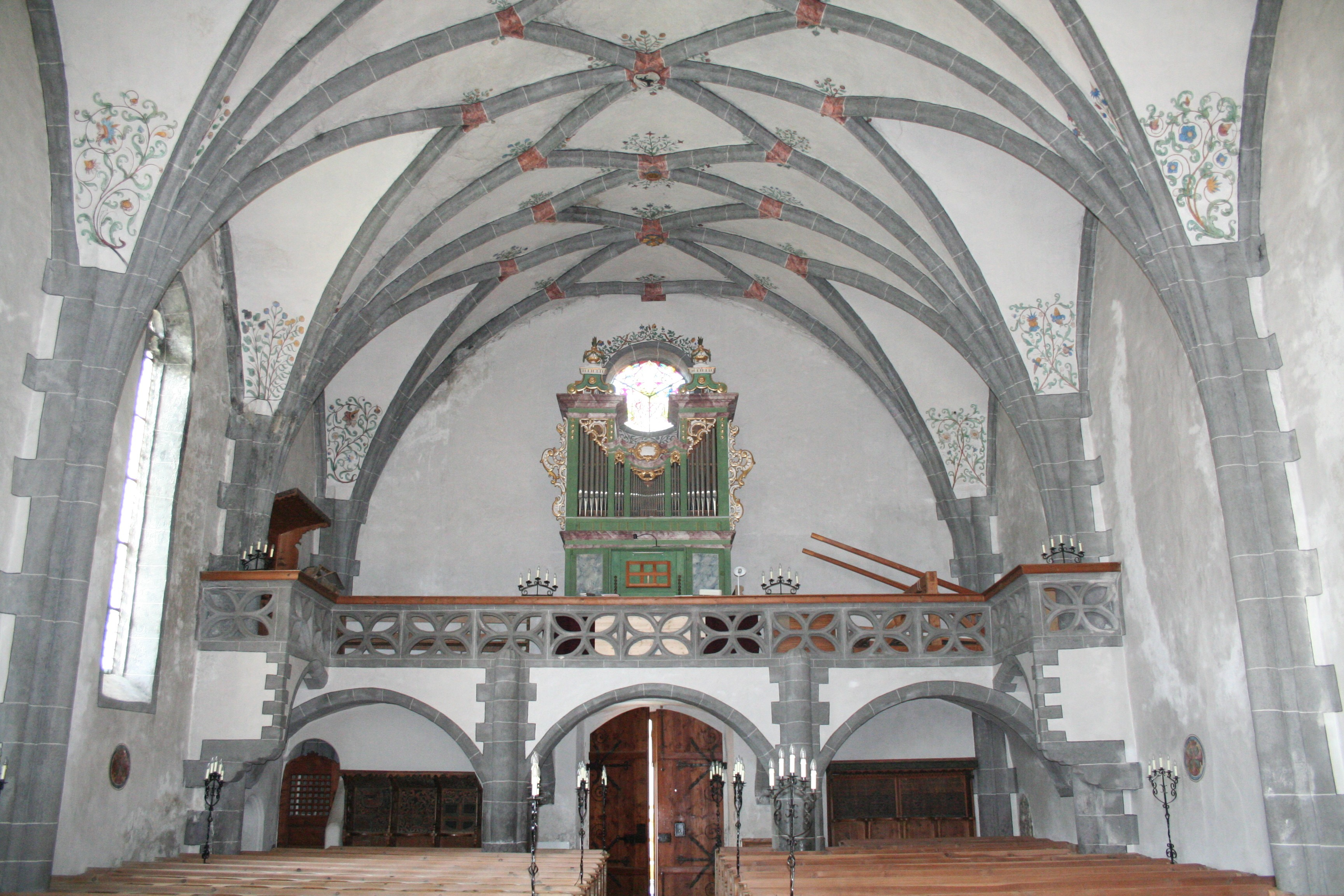
Empore und Orgel

Im 7. Jahrhundert soll der Heilige Florinus als Priester in Ramosch (dt. Remüs) gewirkt haben. Förderer der Florinus-Verehrung war einer der Pfarrherren in Ramosch, Hartbert, der dann zwischen 951 und 972 Churer Bischof war. Die lokale Wallfahrt zu den inzwischen aus dem ursprünglichen Erdgrab erhobenen und in die Kirche übertragenen sterblichen Überreste Florinus verzeichneten starken Zulauf und hielt bis zur Reformation an.
Zu Beginn des 9. Jahrhunderts existierten auf dem Gebiet des Territoriums des Bistums Chur bereits rund 50 Pfarreien, Im Unterengadin war das die Pfarrei Ramosch (dt. Remüs) mit einer wahrscheinlich St. Peter geweihten Kirche. Ersturkundlich erwähnt ist die Kirche in Ramosch in einer Schenkungsurkunde vom 9. April 930. In dieser Urkunde schenkt König Heinrich I. die Kirche von Sent GR der Florinuskirche von Ramosch und bestätigt gleichzeitig seinen Besitz beider Kirchen. Die Florinuskirche war zu diesem Zeitpunkt also königliche Eigenkirche. Aus Urkunden wird nicht deutlich, ob die Florinuskirche aus der Petruskirche hervorging oder ob es sich um einen zweiten Neubau handelte.
Archäologische Grabungen in den Jahren 1966–67 belegen eine erste Kirche als Dreiapsidensaal mit den stattlichen Ausmassen von 14. x 18,1 Meter und einem Südannex von knapp 6 Meter. Dieser Bau wird ins 8. oder 9. Jahrhundert datiert. Im 10. oder 11. Jahrhundert – möglicherweise unter dem Priester Hartbert – wurde ein Nordannex (5,8 × 21,8 Meter) angebaut und der Südannex weiter unterteilt. Die Form der ergrabenen Anbauten lässt die Hypothese zu, dass es sich hier um eine Wallfahrtskirche, vielleicht sogar um ein Kloster, gehandelt hat. Nach einer Urkunde vom 27. Juni 1070 soll es sich bei der Kirche Ramosch um eine Chorherrenkirche, dem Domkapitel in Chur gehörig, gehandelt haben. Die karolingische Dreiapsidenkirche bestand wohl bis zum Ende des 15. Jahrhunderts, bis sie 1499 im Umfeld des Schwabenkrieg beraubt und vielleicht zerstört wurde.
Der Wiederaufbau der Kirche nach den Zerstörungen von 1499 zog sich einige Jahre hin. Am 17. Juni 1522 wurde der Neubau der Florinuskirche in der heutigen Gestalt durch Bernhard von Puschlav vollendet. Renovation der Kirche durch Jak. Joh. Walser um 1750, ferner 1805. Beim Dorfbrand von 1880 wurde der Turmhelm samt Glocken zerstört und durch einen Holzaufbau mit Blechkappe ersetzt. 1907/08 Innenrenovation und Restaurierung der Malereien durch Chr. Schmidt, Zürich. 1926 Veränderung des Turmes nach Plänen von Nicolaus Hartmann.

## Baubeschreibung

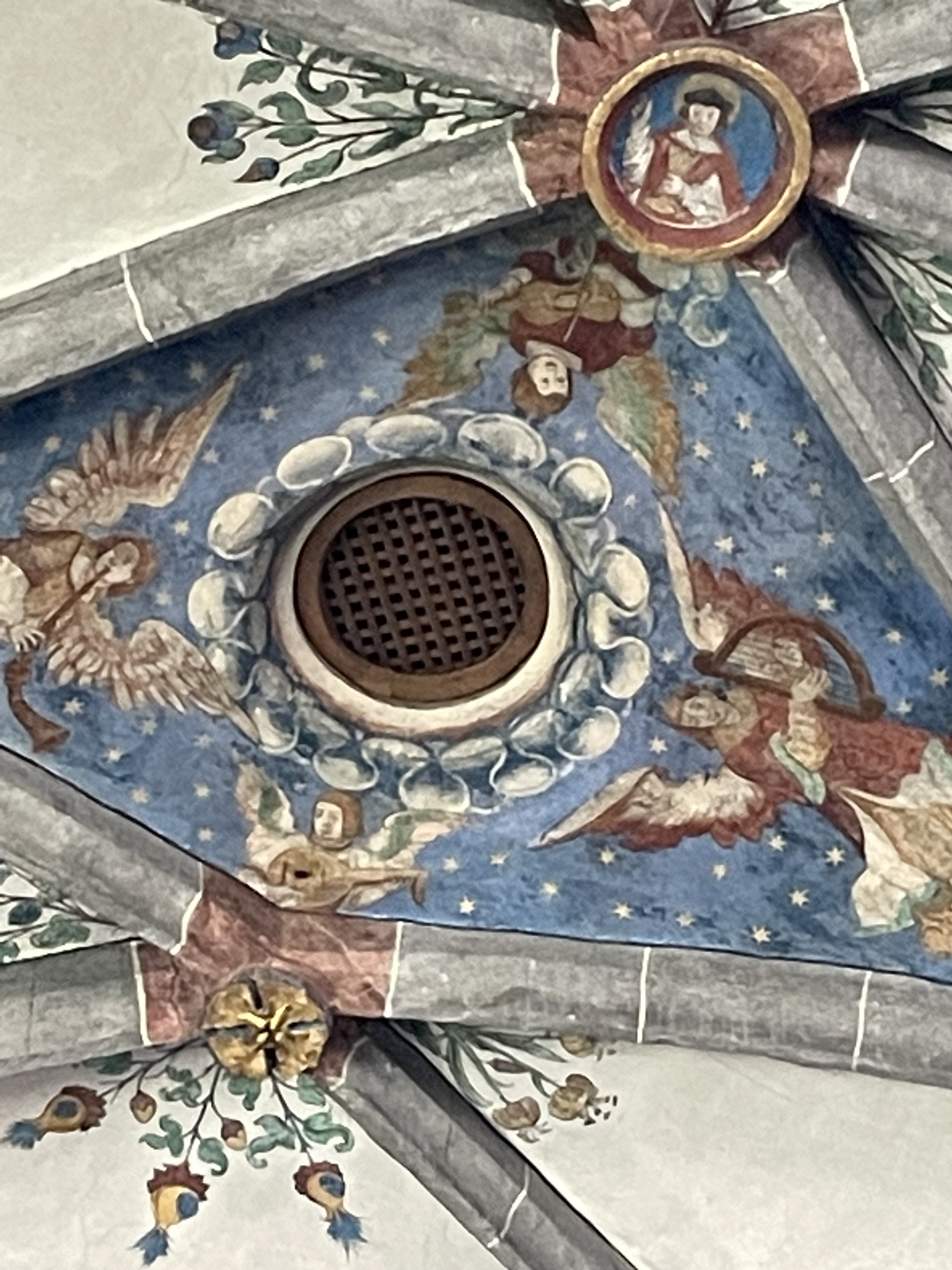
Heiliggeistloch in der Kirche Ramosch

Die Florinuskirche ist eine nach Osten gerichtete spätgotische Anlage, bestehend aus dem Langhaus und einem dreiseitig geschlossen, sich nach Osten leicht verjüngendem Chor. Der Chor (8,0 × 8,1 m) trägt ein Haspelsterngewölbe von zwei Jochen. Einfach gekehlte Rippen und Schildbogen steigen aus Runddiensten, die auf rechteckigen Sockeln stehen. Zwei Schlusssteine zieren vierblättrige Rosen in Relief. Die drei Chorfenster sind mit Fischblasenmasswerken gefüllt. Eine Türe mit spätgotischen Kehlen an der Nordseite führte wohl ehemals zu einer nun nicht mehr vorhandenen Sakristei. Der Chorbogen ist spitzbogig und gefasst. Über dem Langhaus (17,3 × 11,5 m) ein Rautengewölbe von vier Jochen, dessen Schildbogen aus den an der Stirnseite gekehlten Wandvorlagen wachsen, während die Rippen den davor gesetzten Runddiensten entsteigen. Sieben Schlusssteine, zwei davon mit Reliefrosen wie im Chor, vier bemalt (Brustbild St. Florinus, Haupt Christi, Rosen, Steinbock des Gotteshausbundes). Im ersten (westlichen) Joch eine Steinempore.
Das Gewölbe in Chor und Langhaus trägt die spätgotische Bemalung von 1522 und wurde bei der Restaurierung 1907 retouchiert und aufgefrischt. Die Dekoration besteht in Ranken und Büscheln verschiedener Pflanzengattungen, die aus den Ecken der Gewölbefelder wachsen: Disteln, Granatäpfel, Passionsblumen, Enzianen, Rosen, Reben. Im Gewölbe des Langhauses ein Heiliggeistloch, umrahmt von musizierenden Engeln. Bemerkenswert ist der Wandtabernakel an der linken Seite des Chorraums. Die Kanzel samt Stiege ist aus Stein gehauen. Der polygonale Korpus zeigt durchbrochene, flammenförmige Masswerke.
Gestühle: Spätgotischer Dreisitz 'Levitenstuhl', die Seitenteile sind mit Masswerk durchbrochen, die Rückwände und der Baldachin reich geziert mit dichtem Laubwerk in Flachschnitt. An den Rückwänden Wappen (Gotteshausbund, möglicherweise Oberer Bund) und Wappenschild der Familie Scher (Vonzun) auf einer Vase. Mehrere Familienstühle mit Klappsitzen und Baldachinen, datiert 1670–1680.
Der Turm steht an der Südseite. Seine unteren Partien gehören wohl noch zum vorgotischen Bestand.

## Kirchliche Organisation
Nach Jahren der Pastorationsgemeinschaft mit Tschlin ist Ramosch seit 1. Januar 2013 mit den anderen Kirchgemeinden auf dem Gebiet der politischen Gemeinde Valsot fusioniert und gehört als Predigtstätte dieser Fusionsgemeinde zur evangelisch-reformierten Landeskirche Graubünden.

## Bilder

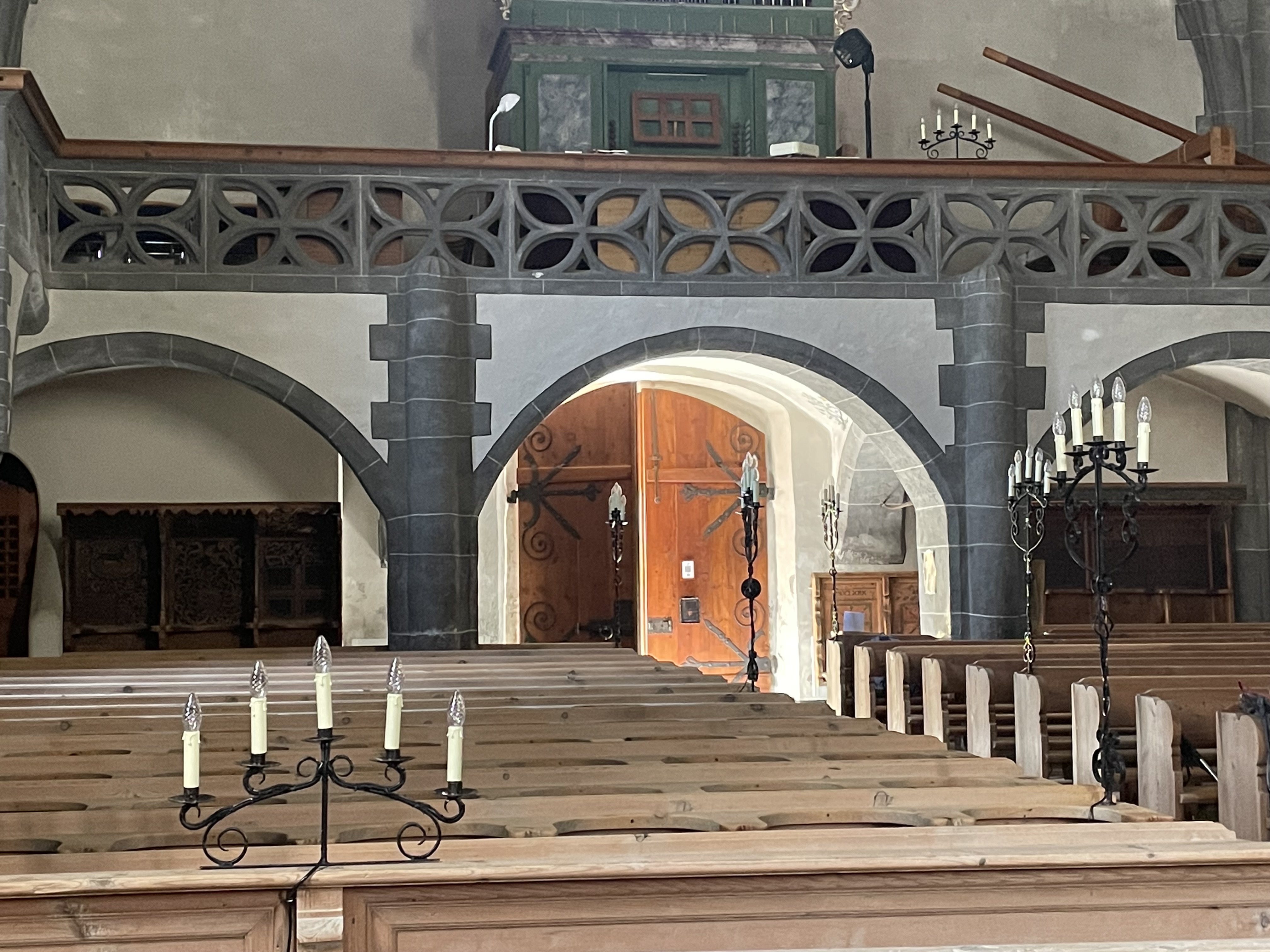
Steinempore Kirche Ramosch

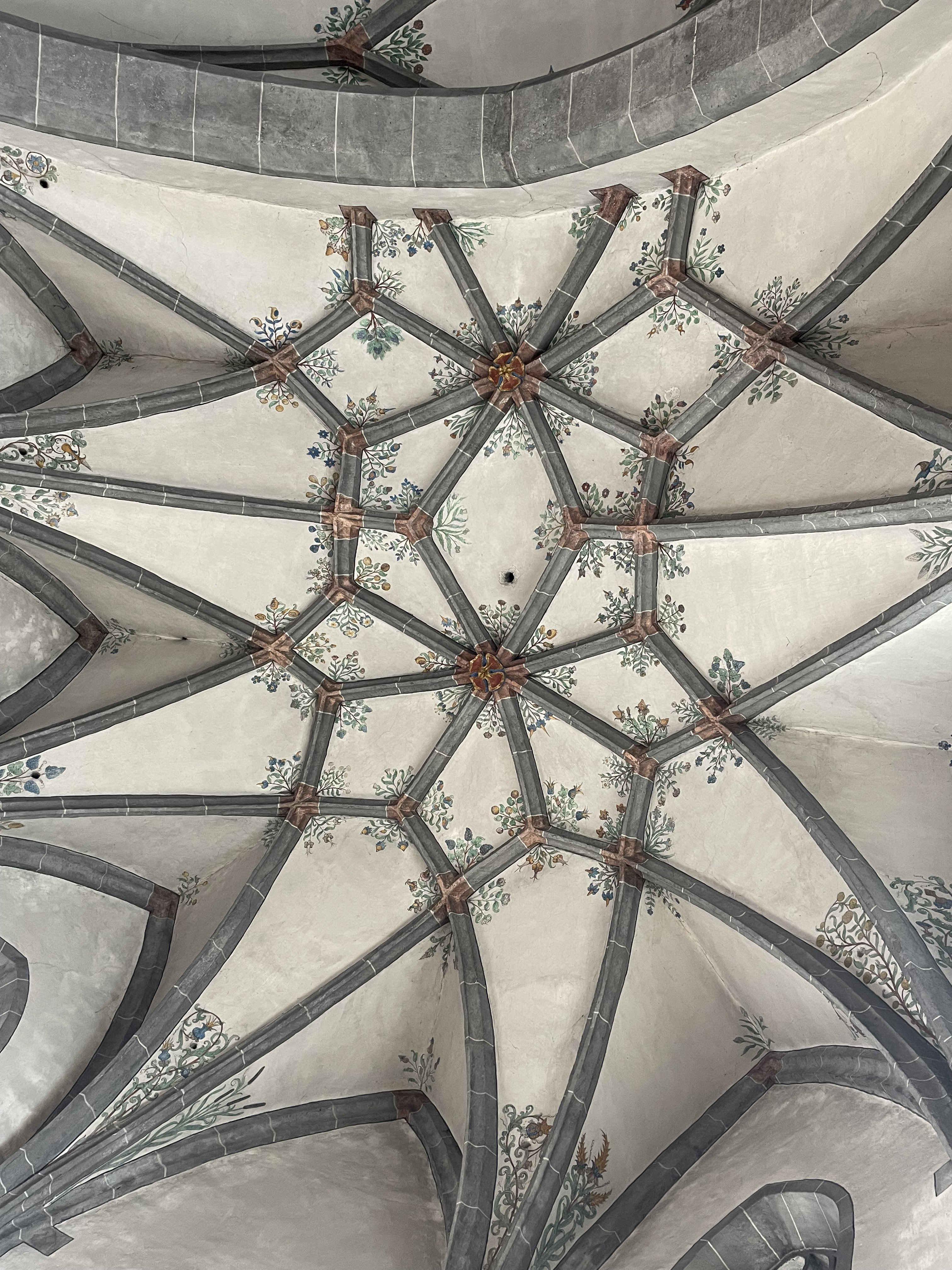
Haspelsterngewölbe Kirche Ramosch